# René Paillot
René Paillot, né à Anzin le 27 aout 1860 et mort à Lille le 23 avril 1937 est un enseignant-chercheur à la faculté des sciences de Lille.

## Biographie
Après des classes préparatoires au lycée de Douai, il étudie à la faculté des sciences de Lille dans le laboratoire de Benoît Damien. Il est reçu à l'agrégation de sciences physiques en 1885.
Il travaille durant toute sa carrière à l'université de Lille, chef des travaux pratiques, maitre de conférences puis professeur. Il joue un rôle important dans la mise en place du nouvel Institut de Physique, 50 rue Gauthier de Chatillon à Lille, bâtiment occupé depuis les années 1980 par l’école supérieure de journalisme.
Il soutient une thèse sur le forces électromotrices d'aimantation en 1901.
Il est très impliqué dans l'éducation populaire à l'Union française de la jeunesse. Il est président de la section lilloise de cette union de 1885 à 1927.
Durant la première guerre mondiale, il assure la direction de l’Institut Industriel du Nord. Il devient chevalier de la Légion d'honneur en 1920.
Il reçoit le prix Danel  de la Société industrielle du Nord de la France  en 1933 et  le prix Kuhlmann de la Société des sciences de l'agriculture et des arts de Lille en 1909.